# Glas Istre
Glas Istre su hrvatske dnevne novine — nezavisni dnevnik iz Pule čije je prvo izdanje izašlo 18. kolovoza 1943.

## Povijest
Glas Istre su hrvatske dnevne novine - nezavisni dnevnik iz Pule čije je prvo tiskano izdanje izašlo 18. kolovoza 1943. godine.
Utemeljen je u partizanima, te je prvi broj Glasa Istre tiskan u okolici Crikvenice kao antifašističko glasilo naroda Istre. Od 1. studenog 1969. godine počinje izlaziti kao dnevnik, a od travnja 1989. izlazi i nedjeljom. Tijekom rata objavljeno je 35 brojeva u ilegalnim tiskarama koje su se selile od sjeverne Istre do Gorskog kotara.
U povodu 20. godišnjice tiskanja prvog broja lista "Glas Istre", na kući u kojoj se onda nalazila tiskara, postavljena je 18. kolovoza 1963. godine ploča na kojoj su urezane riječi: "U tami tajnog skloništa ovog doma zaiskrile su misli pisane riječi, iz mraka se oglasio glas naroda 'Glas Istre'".
Kroz više od pola stoljeća Glas Istre je glavni i najprodavaniji tiskani izvor informacija na području Istre. I danas najveću pažnju posvećuje mjesnim kronikama, prateći brojna zbivanja na Poluotoku, uključujući i najmanja mjesta zahvaljujući razvijenoj mreži dopisnika. Na taj način pokriva teme opće društvene kronike, ali i sportska, kulturna, mozaična i druga zbivanja. 
Iako prvenstveno lokalni list, Glas Istre redovno prati zbivanja od državnog i svjetskog značaja. Uz to, ne zanemaruje novosti iz istarskog susjedstva, Primorsko-goranske županije, Slovenije i Italije.
Prvi broj Glasa Istre objavljen 18. kolovoza 1943. godine. Novina je tijekom dužeg razdoblja djelovala u sklopu riječkog Novog lista, a s vremenom se suradnja svela na razmjenu priloga i tekstova.
U razdoblju od 1979. do 1991. glavni urednici Novog lista bili su i urednici Glasa Istre. Tijekom devedesetih pulski se Glas Istre osamostalio po pitanju uređivanja svih stranica novine i pripreme za tisak. Najveću nakladu (oko 28.000 primjeraka) postignuo je 1988. godine.
Bitnu ulogu list je imao tijekom devedesetih kao jedan od rijetkih nezavisnih dnevnih listova u samostalnoj Hrvatskoj. 
Prvi urednik Glasa Istre bio je Ante Drndić Stipe (1943. – 1944.), zatim Ljubo Drndić, Zvane Črnja, Zdenko Štambuk, Vladimir Švalba - Vid i Fedor Olenković do kraja rata. Slijede Anđelka Turčinović Dodić (1946. – 1948.), Šanto Kranjac (1948. – 1949., 1952. – 1953., 1963. – 1966.), Just Ivetac (1950.), Ema Derossi (1953.), Mario Hrelja (1953. – 1962.), Branka Mogorović (1966. – 1968.), Željko Žmak (1968. – 1971., 1975. – 1979, 1993. – 1994., 1999., 2006.), Ive Siljan (1971. – 1973., 1975. – 1976.), Milan Rakovac (1973. – 1975.), Miroslav Sinčić (1991. – 1992.), Igor Brajković (1994. – 1999.), Eni Ambrozić (2000. – 2006.), Dražen Dobrila (2006. – 2010.), Ranko Borovečki (2010. – 2018.). Od 2018. do 2023. godine glavni urednik je Robert Frank. Od 2023. do sredine 2024. glavna urednica je Marina Vukšić, a nakon nje do danas Tea Tidić.
List je iznjedrio važna "novinarska pera" s područja Istre prepoznatih i šire, novinare istaknute i po nagradama profesionalnih asocijacija i priznatim novinarskim radom, ali i poznate literarne autore proslavljene paralelno uz novinarsku profesiju, kao što je književnik Milan Rakovac, publicist Marijan Milevoj, Just Ivetac, Zvane Črnja, Daniel Načinović i drugi. Čitatelji pamte novinarska imena: Šanto Kranjac, Bogoljub Barjaktarević,David Marijan Fištrović...
Sjedište Glasa Istre nalazi se u Puli (Japodska 28), ima dopisništva u Rovinju, Poreču, Pazinu, Labinu i Buzetu. Tiska se u Novom listu u Rijeci.
Online izdanje Glasa Istre
U lipnju 2018. web portal Glasa Istre, na adresi www.glasistre.hr dobio je i novo online izdanje Glasa Istre, prilagođeno za sve desktop i mobilne uređaje i rezolucije.
Online izdanje jest jednako tiskanom izdanju, te je online izdanje za idući dan dostupno već od ponoći svakoga dana, na adresi http://novine.glasistre.hr/
Web izdanje Glasa Istre

Dnevni list Glas Istre može se čitati na internetu od 2. studenog 2004. godine. Ta, prva verzija portala Glasa Istre sadržajem se nije razlikovala od tiskanog izdanja - naime, svi tekstovi objavljeni u tiskanom izdanju bili su u cijelosti dostupni čitateljima i na internet izdanju, a stranica je bila prilagođena pregledu pri rezoluciji monitora od 800x600, s preporukom za čitanje na rezoluciji 1.024x768.
Internet stranica Glasa Istre koja je pokrenuta 2004. godine na adresi www.glasistre.hr samostalan je projekt djelatnika Glasa Istre pod vodstvom tadašnjem web mastera Deana Benazića, a godine 2009. napravljen je redizajn prvotne verzije internet stranice Glasa Istre.
Inače, Glas Istre kao dnevna novina izlazi od 1. studenog 1969. godine, te se pokretanje internet stranice ovog dnevnog lista poklopilo se s 35. obljetnicom od tog značajnog datuma.
Značajno je napomenuti da je Glas Istre bio prvi list u Hrvatskoj koji se pojavio na internetu - naime, godine 1997. nakratko se na internetu moglo čitati Glas Istre.
Portal Glasa Istre od 28. srpnja 2012. kreće s radom u novom, redizajniranom izdanju, te je formirana i zasebna redakcija portala. Iako sa zasebnom redakcijom, portal je i dalje usko vezan za redakciju koja stvara tiskano izdanje, a novinari rade kako za tiskano izdanje tako i za portal. Portal Glasa Istre nalazi se na adresi www.glasistre.hr
Glas Istre je otišao u stečaj 2014. godine, i prestao postojati 2021. godine. Proizvodnju novina s istim imenom preuzelo je drugo poduzeće, a novine objavljuje poduzeće Glas Istre novine.

## Vanjske poveznice
- Službene stranice Glasa Istre
- Službene stranice Glas Istre Arhive